# Селифоново (Московская область)
Селифоново — деревня в Клинском районе Московской области, в составе Зубовского сельского поселения. Население — 3 чел. (2010). До 2006 года Селифоново входило в состав Зубовского сельского округа.
Деревня расположена в восточной части района, примерно в 12 км к востоку от райцентра Клин, у истоков безымянного ручья, левого притока реки Лутосня (правый приток Сестры), высота центра над уровнем моря 220 м. Ближайшие населённые пункты — Соголево на западе, Попелково и Ананьино на севере.

## Население
| 2002 | 2006 | 2010 |
| ---- | ---- | ---- |
| 11   | ↘3   | →3   |